# Campeonato de España de Ciclismo en Ruta 1969
El LXVIII Campeonato de España de Ciclismo en Ruta se disputó en Ampuero (Cantabria) el 15 de mayo de 1969 sobre 225 kilómetros de recorrido con seis vueltas en un circuito de 37 kilómetros.
El ganador fue el valenciano Ramón Sáez que se impuso al esprint. El cántabro José Pérez Francés y el vasco José Antonio Momeñe completaron el podio. 

## Clasificación final
| Pos. | Ciclista                    | Equipo                    | Tiempo    |
| ---- | --------------------------- | ------------------------- | --------- |
| 1.   | Ramón Sáez                  | Pepsi-Cola                | 5h 35'50" |
| 2.   | José Pérez Francés          | Bic                       | m.t.      |
| 3.   | José Antonio Momeñe         | Fagor                     | m.t.      |
| 4.   | Patxi Gabica                | Fagor                     | m.t.      |
| 5.   | Antonio Gómez del Moral     | Kas                       | m.t.      |
| 6.   | José María Errandonea       | La Casera-Peña Bahamontes | m.t.      |
| 7.   | Txomin Perurena             | Fagor                     | m.t.      |
| 8.   | José Manuel López Rodríguez | Fagor                     | m.t.      |
| 9.   | Luis Pedro Santamarina      | Fagor                     | m.t.      |
| 10.  | Eusebio Vélez               | Fagor                     | m.t.      |